# X You
Az X You Avicii svéd DJ és zenei producer progresszív house stílusú dala, mely 2013. február 26-án jelent meg Svédországban digitális letöltésként. A dalhoz készült videóklipet 2013. február 26-án töltötték fel Avicii YouTube csatornájára.

## A kislemez dalai és formátuma
| 1. | X You (Radio Edit)   | 3:20 |
| 2. | X You (Original Mix) | 6:51 |

## Slágerlistás helyezések

### Heti listák
| Lista (2013)                              | Legjobb helyezés |
| ----------------------------------------- | ---------------- |
| Belgium (Ultratip Flanders)               | 34               |
| Egyesült Királyság (UK Singles Chart)     | 47               |
| Egyesült Királyság (UK Dance Chart)       | 9                |
| Hollandia (Single Top 100)                | 83               |
| Svédország (Sverigetopplistan)            | 19               |
| US Hot Dance/Electronic Songs (Billboard) | 37               |

### Év végi listák
| Lista (2013)                   | Helyezés |
| ------------------------------ | -------- |
| Svédország (Sverigetopplistan) | 83       |

## Megjelenések
| Regió              | Dátum             | Formátum           | Kiadó  |
| ------------------ | ----------------- | ------------------ | ------ |
| Svédország         | 2013. február 22. | Digitális letöltés | LE7ELS |
| Egyesült Királyság | 2013. február 22. | Digitális letöltés | LE7ELS |
| Oroszország        | 2013. február 22. | Digitális letöltés | LE7ELS |

## Fordítás
- Ez a szócikk részben vagy egészben  a   X You című angol Wikipédia-szócikk fordításán alapul.  Az eredeti cikk szerkesztőit annak laptörténete sorolja fel. Ez a jelzés csupán a megfogalmazás eredetét és a szerzői jogokat jelzi, nem szolgál a cikkben szereplő információk forrásmegjelöléseként.